# Chiesa di Santa Vittoria (Bonorva)
La chiesa di Santa Vittoria è un edificio religioso situato a Bonorva, centro abitato della Sardegna nord-occidentale. Consacrata al culto cattolico, fa parte della parrocchia della Natività di Maria, arcidiocesi di Sassari.
La chiesa, risalente al XVII secolo e per un breve tempo mantenuta dai gesuiti, sorge su un preesistente impianto medievale, nella zona dl centro storico dove si sviluppò il primo nucleo del paese.
Al suo interno custodisce le statue di san Francesco Saverio, della Vergine dormiente (la Madonna di Ferragosto) e di Santa Maria de Cunzadu.